# Once, Upon Time
Once, Upon Time (Érase una vez en el tiempo), con el prefijo "Capítulo Tres" o "Flux", es el tercer episodio de la decimotercera temporada de la serie británica de ciencia ficción Doctor Who, emitido originalmente el 14 de noviembre de 2021 por BBC One. Fue escrito por el productor ejecutivo Chris Chibnall y dirigido por Azhur Saleem. Presenta la tercera parte de seis de la temporada colectivamente conocida como Doctor Who: Flux.
El episodio está protagonizado por Jodie Whittaker como la Decimotercer Doctor, junto a Mandip Gill y John Bishop como sus compañeros Yasmin Khan y Dan Lewis, respectivamente.

## Sinopsis
Con la humanidad ahora al borde de la extinción, los Daleks, Cyberman y Sontarans ocupan la mayoría de los planetas que aún sobreviven. En el Templo de Atropos, la Doctor se adentra en la tormenta del tiempo y detiene a Swarm (Sam Spruell) al esconder a Dan, Yaz y Vinder en sus respectivos pasados.
Dan tiene una cita con su interés amoroso Diane (Nadia Albina), hasta que la Doctor aparece como un holograma y el acompañante de Swarm, Pasajero (Jonny Mathers), secuestra a Diane. Yaz habla con su compañera de policía e intenta enseñarle un videojuego a su hermana, pero en su lugar ve a la Doctor. Vinder revive a regañadientes su tiempo ayudando a la dictatorial Gran Serpiente (Craig Robinson) y su degradación a un puesto avanzado remoto al revelar las fechorías de este último, con Yaz como su superior y la Doctor como un holograma. Vinder hace mensajes de video a bordo del puesto de avanzada.
Bel (Thaddea Graham), un sobreviviente del Flujo, evade a los Daleks en un bosque, encuentra una nave Lupari y armas y escapa al sector ocupado por los Cyberman. Bel mata a un grupo de abordaje, luego confiesa sus motivaciones al último Cyberman que mata: está buscando a su amante, Vinder. Bel encuentra los mensajes de Vinder y consuela a su hijo por nacer.
La Doctor salta a su propia pasado y recupera recuerdos de su encarnación pasada de como la Doctor Fugitiva y de otros tres oficiales de la División, incluido el oficial de Lupari Karvanista (Craige Els), asaltando el Templo para enfrentarse a Swarm y Azure. Swarm parece más viejo y tiene recipientes llamados Pasajeros, cada uno de los cuales almacena cientos de miles de vidas. La Doctor Fugitiva ha escondido en secreto a seis poderosos sacerdotes Mouri en su interior y los libera.
De vuelta en su presente, la Doctor encuentra a los sacerdotes y los anima a regresar al templo, pero los sacerdotes la separan por la fuerza de sus recuerdos pasados para protegerla de los efectos de la tormenta de tiempo. Awsok (Barbara Flynn), una misteriosa entidad antigua, reprende a la Doctor, alegando que la misión de la Doctor es inútil. Awsok revela que el Flujo fue creado y colocado deliberadamente y que es culpa de la Doctor.
La Doctor devuelve a Yaz, Dan y Vinder al presente. Azure revela que sabían lo que haría la Doctor y la llevaron a Atropos a propósito. Swarm revela la trampa de Diane en el Pasajero, y la Doctor y Vinder prometen ayudar a Dan a recuperarla antes de que Swarm, Azure y Pasajero abandonen el templo. La Doctor usa la TARDIS para devolver a Vinder a su devastado planeta natal y le da un dispositivo para contactarla. Después de despegar, un ángel lloroso salta desde el teléfono de Yaz y se apodera de la consola de la TARDIS.

## Producción

### Desarrollo
Once, Upon Time fue escrito por el productor ejecutivo Chris Chibnall.

### Casting
La temporada es la tercera que presenta a Jodie Whittaker como la Decimotercer Doctor y a Mandip Gill como Yasmin Khan. John Bishop se unió al elenco de la serie como Dan Lewis. El episodio contó con una aparición especial de Craig Parkinson. Jo Martin también regresó como la Doctor Fugitiva; su aparición no fue anunciada antes de la transmisión del episodio. Se anunciaron estrellas invitadas adicionales para el episodio el 4 de noviembre.

### Filmación
Azhur Saleem dirigió el segundo bloque, que comprendió el tercer, quinto y sexto episodios de la serie.

## Emisión y recepción
Once, Upon Time se emitió el 14 de noviembre de 2021. El episodio sirve como la tercera parte de una historia de seis partes, titulada Flux.

### Calificaciones
El episodio fue visto por 3,76 millones de espectadores, fue el cuarto programa más visto del día solo detrás de Strictly Come Dancing, Top Gear y Countryfile.  La calificación consolidada de siete días que contabiliza todas las vistas en todas las plataformas dentro de los siete días posteriores a la transmisión fue de 4,67 millones. El episodio fue el sexto programa mejor calificado en BBC One durante la semana, pero en todos los canales, fue el quinto más alto del día y no logró llegar a los quince programas principales de la semana. El episodio recibió una puntuación del índice de apreciación de la audiencia de 75.

### Recepción crítica
En el agregador de reseñas Rotten Tomatoes, el 75% de ocho críticos le dio al episodio una crítica positiva, con una calificación media de 7,2 sobre 10. Patrick Mulkern, un revisor de Radio Times, declaró que el episodio fue "uno de los episodios más vertiginosos y descaradamente confusos de Doctor Who". Isobel Lewis de The Independent opinó de forma similar, llamándolo un "desastre sin sentido", pero dijo que había algunos "momentos de esperanza" entre las "tramas desconcertantes". Mientras tanto, Michael Hogan de The Telegraph no estuvo de acuerdo, creyendo que el episodio "desorientador" era el objetivo general y que estaba "repleto de golosinas para los fans".